# Todor Todorow
Todor Todorow, bułg. Тодор Тодоров (ur. 8 listopada 1974 w Warnie) – bułgarski szachista, arcymistrz od 2006 roku. Aktualnie reprezentuje Belgię.

## Kariera szachowa
Pierwszy sukces na arenie międzynarodowej odniósł w 1993, zajmując II m. (za Giorgim Kaczeiszwilim) w otwartym turnieju w Stockerau. W 1995 zadebiutował w finale indywidualnych mistrzostw Bułgarii. Największy sukces w tych rozgrywkach odniósł w 1998, zdobywając w Dupnicy tytuł wicemistrza kraju (za Borysem Czatałbaszewem). W 1997  podzielił I m. (wspólnie z Iwo Donewem i Nedeljko Kelečeviciem) w Götzis, a w 1998 zwyciężył w cyklicznym turnieju First Saturday (edycja FS03 IM) w Budapeszcie oraz uczestniczył w turnieju strefowym (eliminacji mistrzostw świata), rozegranym w Krynicy. W 2000 zwyciężył w Tuluzie, natomiast w 2001 podzielił II m. (za Pavlem Vavrą, wspólnie z m.in. Catalinem Navrotescu) w Saint Lorrain. W 2003 wypełnił w Borovie pierwszą normę na tytuł arcymistrza oraz podzielił II m. w Paryżu (za Alberto Davidem, wspólnie z Amirem Bagherim, Thalem Abergelem, Manuelem Apicellą, Andriejem Szczekaczewem, Stanisławem Sawczenko i Markiem Paraguą). W 2004 wypełnił drugą normę na tytuł arcymistrza, dzieląc I m. (wspólnie z Manuelem Apicellą) w Bois Colombes, a w 2005 trzecią – w Nowym Sadzie, gdzie zwyciężył. W 2007 odniósł kolejny sukces, dzieląc I m. (wspólnie z Igorem Jefimowem i Sinišą Dražiciem) w Senigalli.
Najwyższy ranking w dotychczasowej karierze osiągnął 1 kwietnia 2005, z wynikiem 2518 punktów zajmował wówczas 7. miejsce wśród bułgarskich szachistów.